# Plan International België
Plan International België is een onafhankelijke Belgische ngo die streeft naar gelijke kansen voor meisjes en respect voor kinderrechten. De ngo is lid van de koepel Plan International. 
De Belgische afdeling van Plan International is opgericht in 1983. 
De ngo werkt in de meest kwetsbare regio’s en in conflictregio's of plaatsen die werden getroffen door een natuurramp. 
In België doet de ngo aan fundraising, houdt ze campagnes voor gelijke rechten voor meisjes en werkt ze met Belgische jongerenactivisten. Onder de noemer 'Safer Cities' werkt de ngo samen met lokale besturen aan een veiligere openbare ruimte.

## Focus op meisjes
Plan International strijdt voor gelijke kansen voor meisjes en jongens. De organisatie zorgt ervoor dat meisjes en jongens vanaf de peuterleeftijd naar school gaan, dat meisjes hun middelbare school afmaken of een beroepsopleiding volgen, dat ze kans maken op een degelijke job, inspraak hebben en verandering brengen in hun maatschappij, zelf kunnen beslissen over hun leven en hun lichaam, en zich vrij van geweld kunnen ontplooien. 
Thema's waarrond de ngo werkt zijn: onderwijs, kindhuwelijken, gendergerelateerd geweld, toegang tot de arbeidsmarkt, inspraak van jongeren en jonge vrouwen in politieke besluitvorming en de bescherming van meisjes en kinderen in noodsituaties. Ook sport speelt een belangrijke rol om de jongeren te verbinden en sterker te maken.  
Om de structurele discriminatie van meisjes te stoppen, pakt Plan International de stereotypen en vooroordelen aan die daartoe leiden. 

### Jongens
Plan International betrekt jongens omdat hun engagement cruciaal is om tot gelijkere machtsverhoudingen te komen en omdat gendergelijkheid voor hen even belangrijk is als voor meisjes. Ook al worden ze minder gediscrimineerd, ook zij krijgen te maken met de negatieve gevolgen van vooroordelen.

### Universeel kader
De aanpak van Plan International steunt op de Duurzame Ontwikkelingsdoelstellingen (SDG’s), het Internationaal Verdrag inzake de Rechten van het Kind (IVRK) en het Verdrag inzake de Uitbanning van alle vormen van Discriminatie tegen Vrouwen (CEDAW).

### Noodhulp
Plan International is samen met het Belgische Rode Kruis, Caritas International, Handicap International, Dokters van de Wereld, Oxfam Solidariteit en Unicef België lid van het Consortium 12-12. Wanneer een zeer ernstige natuurramp of humanitaire crisis uitbreekt, scharen de zeven lidorganisaties zich achter een gezamenlijke oproep van Consortium 12-12 met het bekende rekeningnummer BE19 0000 0000 1212. Giften die op het gemeenschappelijke rekeningnummer terechtkomen, worden verdeeld onder de zeven lidorganisaties op basis van een transparante verdeelsleutel.

## Waar werkt Plan International
Plan International werkt in ongeveer 80 landen in Afrika, Azië en Latijns-Amerika. De werking van Plan International België is sterk verankerd in de Andes, West-Afrika en de Mekongdelta in Zuidoost-Azië, en heeft langdurige projecten in Ecuador, Bolivia, Mali, Burkina Faso, Benin, Tanzania, Malawi, Senegal, Rwanda, Vietnam en Laos.    
Ook in België werkt Plan International aan meer gelijkheid tussen meisjes en jongens. Via campagnes en concrete acties streeft Plan International België er naar verandering op maatschappelijk en politiek vlak. Dat door samen te werken met jongeren, andere organisaties, media, beleidsmakers en haar achterban. De organisatie zet gelijkheid voor meisjes en kinderrechten hoog op de agenda van scholen, onder meer via trajecten met Kinderrechtenscholen (lagere scholen) en Schools for Rights (middelbare scholen), en ontwikkelt lespakketten. Plan International publiceert ook studies en houdt regelmatig opiniepeilingen. 
Om haar programma’s te financieren doet de ngo in België aan fondsenwerving.

## Ambassadeurs
Plan International België doet een beroep op diverse vrijwillige ambassadeurs: Lotte Kopecky, de Red Flames, De Cheetahs, Marie Gillain, Philippe Gilbert, helen B,...Ook Koen Wauters was meer dan 25 jaar een trotse ambassadeur.  
Lotte Kopecky is sinds de zomer van 2023 ambassadeur geworden van Plan International en zal het gezicht zijn van het "Bike for Future" project in Rwanda. Dit project is gelinkt aan het WK wielrennen in Rwanda, het eerste WK in Afrika, waarbij Plan een 4-jarenproject heeft uitgewerkt rondom sport op school, beroepsopleidingen voor 120 meisjes alsook 30 meisjes begeleiden als fietsambassadeurs.
De Red Flames zijn sinds 2016 ambassadeur en bezochten in 2019 het voetbalproject van Plan international in Benin.
Koen Wauters was sinds 1992 Plan Ouder en sinds 2003 vrijwillig ambassadeur tot 2020. In 2015 zette hij de campagne ‘Stop Kindhuwelijken’ kracht bij door een spotje te maken waarin hij zijn toen 11-jarige dochter Zita uithuwelijkt aan een onbekende man.
Marie Gillain is een Belgische actrice die vooral bekendheid geniet in Franstalig België en Frankrijk. Ze is sinds 2008 vrijwillig ambassadrice bij Plan International België.
Sinds 2013 is ook Philippe Gilbert Plan Ouder en vrijwillig ambassadeur van Plan International België.

## Financiën
Plan International België is door de Belgische overheid in 2017 officieel erkend als programma-ngo. Om haar werking te financieren werft de organisatie fondsen bij particulieren, bedrijven, lokale overheden en stichtingen.
De subsidies voor Plan International België bestaan uit bijdragen van de Europese Unie, de Federale overheid, de Vlaamse overheid en van het Consortium 12-12. 
Elk jaar worden de inkomsten en uitgaven doorgelicht door de raad van bestuur, goedgekeurd door de algemene vergadering en gecontroleerd door een auditeur van Price Waterhouse Coopers. De cijfers van Plan International België worden gepubliceerd op ngo-openboek.be. Daarnaast voeren de Federale Overheidsdienst Financiën en de Directie-Generaal voor Ontwikkelingssamenwerking en Humanitaire hulp controles uit. 
Plan International België heeft de bevoegdheid om fiscale attesten uit te schrijven. 
Wanneer de ngo 50 euro ontvangt, gaat 40 euro naar haar programma’s in Afrika, Azië, Latijns-Amerika en België, 10 euro gaat naar communicatie met donateurs, werkingskosten en fondsenwerving.

### Plan Ouders en sponsors van het Girls Fund
Plan International België heeft al sinds haar ontstaan – toen nog als Foster Parents Plan – een trouwe achterban aan Plan Ouders. Zij steunen de projecten in de omgeving van hun Plan Kind. 
Sinds de organisatie streeft naar gelijke kansen voor meisjes, is er ook een Girls Fund, waarmee geld wordt ingezameld voor projecten die het leven van meisjes fundamenteel verbeteren.